# Alexandre Prémat
Alexandre Guy Prémat (* 5. April 1982 in Juvisy-sur-Orge, Frankreich) ist ein französischer Rennfahrer. Er war von 2005 bis 2006 in der GP2-Serie aktiv und gewann drei Rennen in dieser Serie. 2006 gewann er mit dem französischen Team und Nicolas Lapierre den Meistertitel der A1 Grand Prix. 2008 wurde er zusammen mit Mike Rockenfeller Meister der Le Mans Series. Von 2007 bis 2010 startete er für das Team Phoenix in der DTM. Seit 2012 ist der Franzose bei den V8 Supercars am Start.

## Karriere
Prémat begann seine Motorsportkarriere 1992 im Alter von zehn Jahren im Kartsport, in dem er bis 2000 aktiv war. Außerdem gab er 2000 sein Debüt im Formelsport und wurde auf Anhieb Vizemeister der französischen Formel Renault Campus. 2001 trat der Rennfahrer in der französischen Formel Renault an und beendete seine erste Saison auf dem neunten Platz. 2002 blieb Prémat in der französischen Formel Renault und ging für ASM an den Start. Er entschied drei Rennen für sich und gewann den Meistertitel vor Eric Salignon. Außerdem nahm er an vier Rennen des Formel Renault 2.0 Eurocups teil und wurde Zehnter.
2003 wechselte er in die neu gegründete Formel-3-Euroserie, in der er auch für ASM antrat. Prémat gewann ein Rennen und wurde Siebter in der Meisterschaft. 2004 bestritt der Franzose seine zweite Saison in der Formel-3-Euroserie für ASM. Er entschied drei Rennen für sich und musste sich am Ende der Saison nur seinem Teamkollegen Jamie Green geschlagen geben und wurde Vizemeister. Außerdem gewann er die prestigeträchtigen Formel-3-Rennen in Zandvoort und Macau.
2005 wechselte Prémat in die neue GP2-Serie und trat für ART Grand Prix, dem GP2-Team von ASM, an. Während der Franzose zwei Rennen für sich entschied und Vierter in der Gesamtwertung wurde, gewann sein Teamkollege Nico Rosberg den Meistertitel in der GP2-Serie. Anschließend trat er in der Saison 2005/2006 in der A1 Grand Prix für das französische Team an. Er teilte sich das Cockpit mit Nicolas Lapierre und bestritt 11 von 22 Rennen. Prémat gewann sieben Rennen und war der Pilot mit den meisten Siegen. Am Saisonende gewann Lapierre und Prémat den Meistertitel für das französische Team. 2006 kehrte der Rennfahrer in die GP2-Serie zurück und blieb abermals bei ART Grand Prix. Lewis Hamilton wurde sein neuer Teamkollege. Prémat war Hamilton von Anfang an unterlegen und beendete die Saison mit einem Sieg auf dem dritten Platz. Hamilton wurde Meister. Zum Ende der Saison verließ der Franzose ART Grand Prix. Außerdem nahm er in der Saison 2006 an einem Formel-1-Wochenende als Freitagsfahrer teil und fuhr für das Spyker MF1 Team im Training zum Großen Preis von China. Darüber hinaus nahm er ebenfalls an Testfahrten der amerikanischen Champ-Car-Serie teil und erzielte an beiden Testtagen die schnellste Zeit.

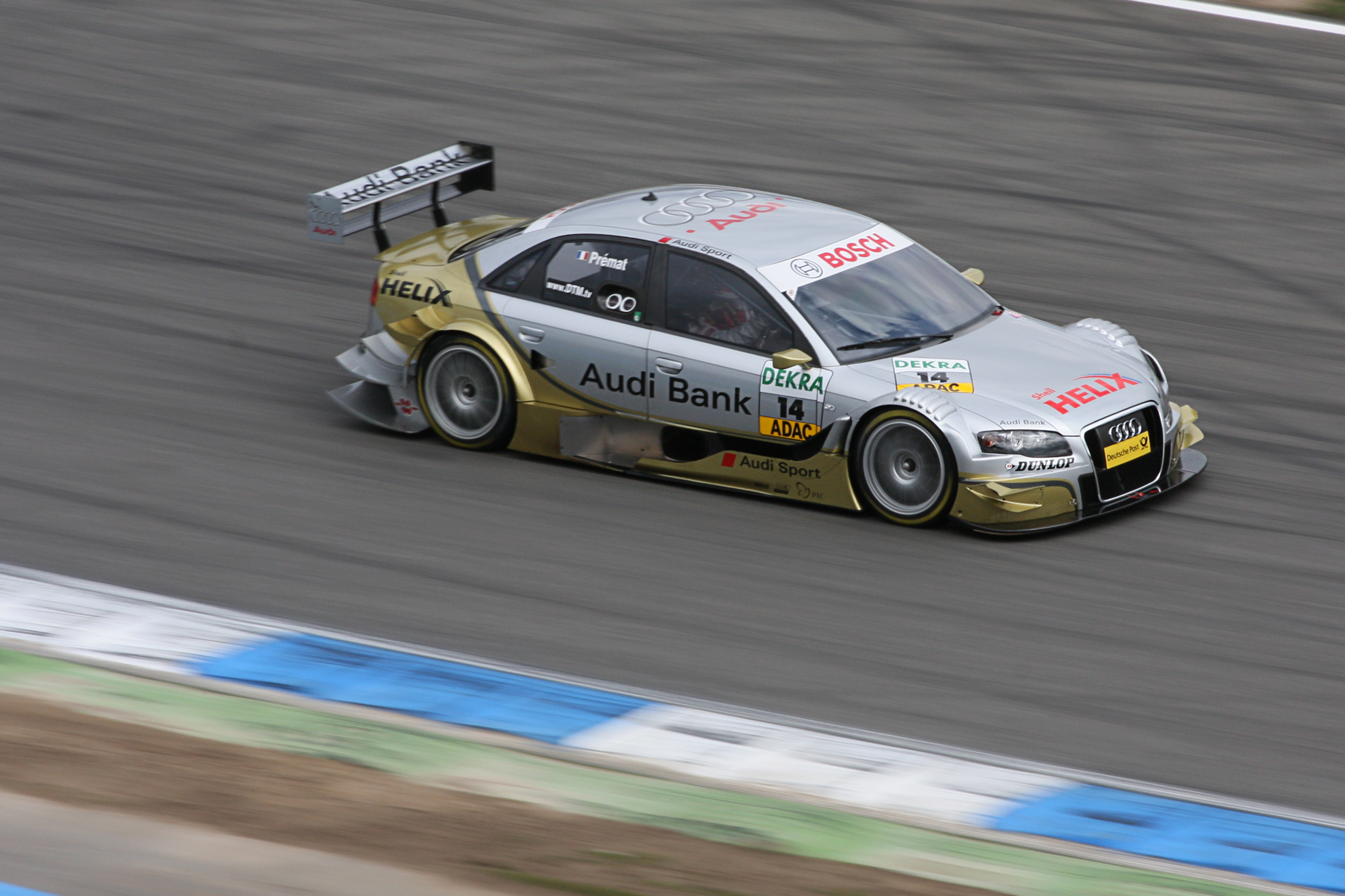
Prémat beim DTM-Rennen auf dem Hockenheimring 2008

Nachdem er 2007 kein Cockpit in einer Formelserie gefunden hatte, wechselte er in den Tourenwagensport in die DTM. Beim Team Phoenix erhielt er einen ein Jahr alten Audi A4 DTM und wurde Teamkollege von Christian Abt. Bereits im ersten Rennen auf dem Hockenheimring war der Franzose in einen schweren Unfall verwickelt. Er kollidierte mit hoher Geschwindigkeit mit dem außer Kontrolle geratenen Audi von Tom Kristensen und zog sich einen Riss im Lendenwirbel zu. Daraufhin musste er ein Rennen pausieren. Nach seiner Rückkehr konnte er bei einigen Rennen Punkte erzielen und stand in Zandvoort als Zweiter erstmals auf dem Podest, wobei er das Rennen angeführt und den siegreichen Martin Tomczyk erst auf der Zielgeraden wegen einer mutmaßlichen Stallorder hatte passieren lassen. Die Saison beendete er vor seinem Teamkollegen Abt auf dem elften Platz in der Fahrerwertung. Außerdem debütierte er für das Audi Sport Team Joest beim 24-Stunden-Rennen von Le Mans. Sein Team erreichte nicht das Ziel.

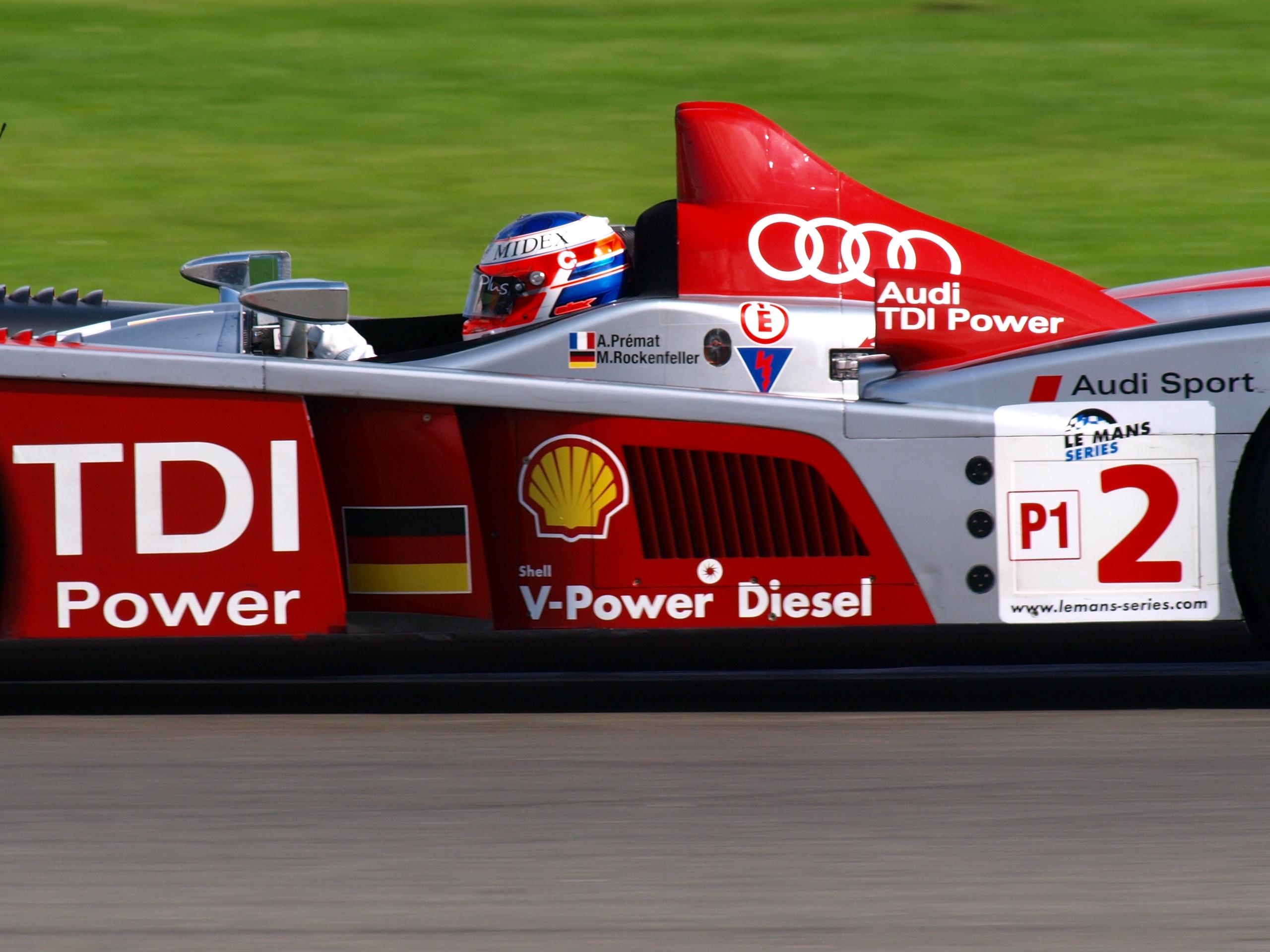
Prémat beim 1000-km-Rennen von Silverstone 2008

2008 blieb er beim Team Phoenix und erhielt mit Oliver Jarvis einen neuen Teamkollegen. Bei seinem Heimrennen in Le Mans erzielte er als Dritter eine weitere Podest-Platzierung. In der Gesamtwertung setzte er sich gegen Jarvis durch und belegte den zehnten Gesamtrang. Außerdem startete er erneut beim 24-Stunden-Rennen von Le Mans und wurde Vierter. Zusätzlich nahm er für Joest Racing an der Saison 2008 der Le Mans Series teil und gewann zusammen mit Mike Rockenfeller den Meistertitel der LMP1-Klasse.

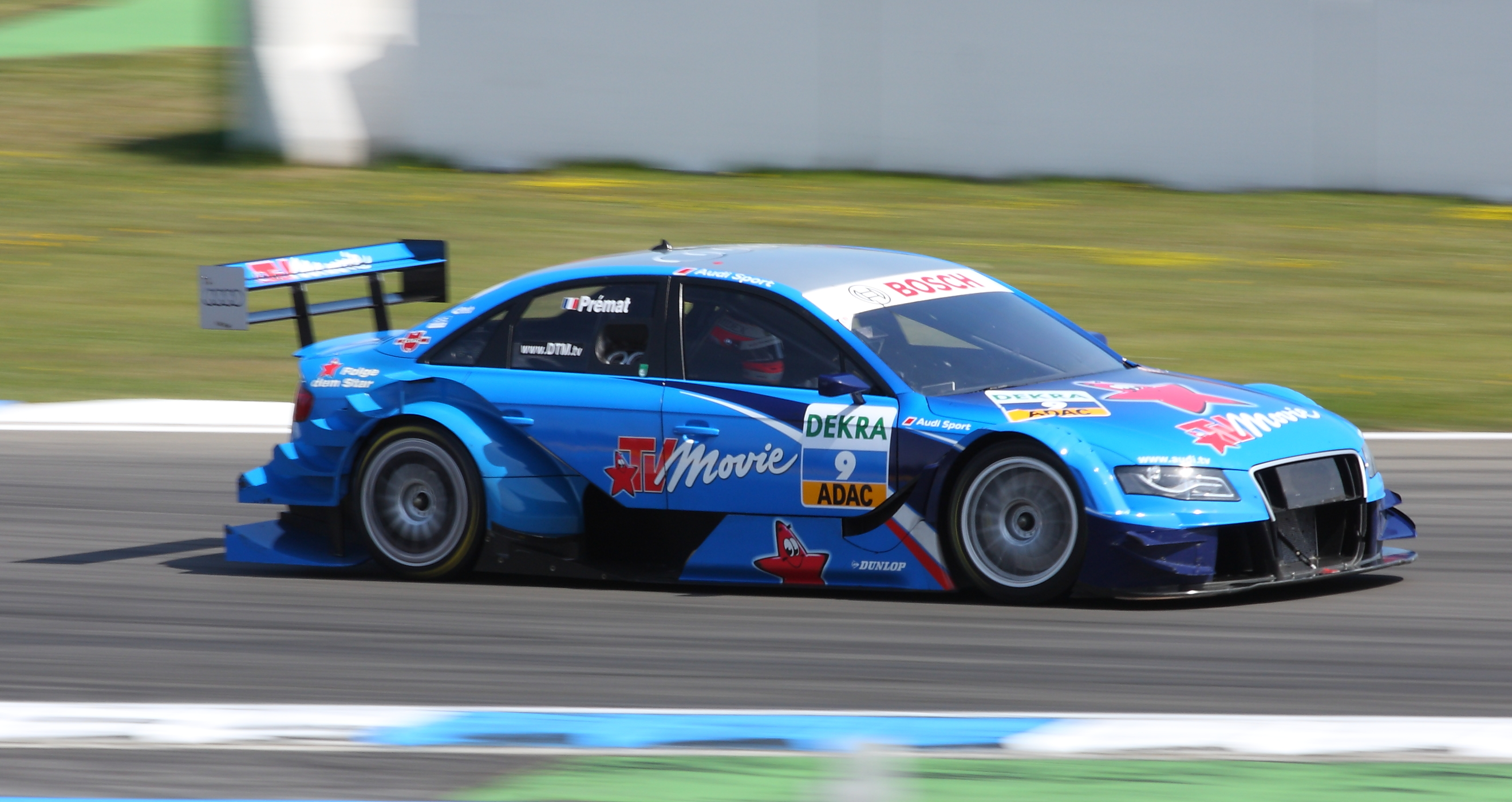
Prémat in der DTM 2010

2009 verlor Prémat in der DTM das teaminterne Duell gegen Jarvis und wurde mit einem vierten Platz als bestes Resultat 13. in der Meisterschaft. Beim 24-Stunden-Rennen von Le Mans kam er auf dem 17. Platz ins Ziel. 2010 absolvierte Prémat seine vierte Saison in der DTM für das Team Phoenix. Nachdem Jarvis das Team verlassen hatte, wurde Rockenfeller sein neuer Teamkollege. Beim zweiten Rennen in Valencia stand der Franzose als Dritter erneut auf dem Podest. Für Schlagzeilen sorgte Prémat in dieser Saison zusätzlich durch einen schweren Unfall auf dem Adria International Raceway. Nach einer Berührung mit Maro Engel schlug er in die Streckenbegrenzung ein und überschlug sich vierfach. Er konnte das bis auf die Fahrerzelle zerstörte Auto ohne fremde Hilfe umgehend verlassen. Bis auf starke Prellungen und eine Gehirnerschütterung blieb er unverletzt. Für das letzte Rennwochenende wurde er dennoch durch Darryl O’Young ersetzt. Nach einer Summe von Zwischenfällen entschied sich das Team für eine vorzeitige Trennung. Am Saisonende belegte er den elften Gesamtrang.
2011 bestritt er nach einem Jahr Abwesenheit wieder die 24 Stunden von Le Mans sowie für OAK Racing drei weitere Rennen im Intercontinental Le Mans Cup.
2012 wechselte Prémat in die australischen V8-Supercars-Meisterschaft, welche er für Garry Rogers Motorsport bestritt. Auch 2013 fuhr er für das Team in der Meisterschaft.
Seit 2014 kehrt Prémat als zusätzlicher Fahrer (Co-Driver) jährlich für den 4 Rennen umfassenden Enduro-Cup in die australische Supercars-Meisterschaft zurück. Den Enduro-Cup konnte er 2016 zusammen mit Shane van Gisbergen gewinnen. Zusätzlich war in der Blancpain-Endurance-Serie aktiv.

## Persönliches
Prémat lebt seit 2009 in Ermatingen in schweizerischen Kanton Thurgau.

## Statistik

### Karrierestationen
- 1992–2000: Kartsport
- 2000: Französische Formel Renault Campus (Platz 2)
- 2001: Französische Formel Renault (Platz 9)
- 2002: Französische Formel Renault (Meister); Formel Renault 2.0 Eurocup (Platz 10)
- 2003: Formel-3-Euroserie (Platz 7)
- 2004: Formel-3-Euroserie (Platz 2)
- 2005: GP2-Serie (Platz 4)
- 2006: GP2-Serie (Platz 3); A1 Grand Prix; Formel 1 (Testfahrer)
- 2007: DTM (Platz 11)
- 2008: DTM (Platz 10); Le Mans Series, LMP1-Klasse (Meister)
- 2009: DTM (Platz 13)
- 2010: DTM (Platz 11)
- 2011: Intercontinental Le Mans Cup

### Le-Mans-Ergebnisse
| Jahr | Team                  | Fahrzeug     | Teamkollege    | Teamkollege       | Platzierung | Ausfallgrund |
| ---- | --------------------- | ------------ | -------------- | ----------------- | ----------- | ------------ |
| 2007 | Audi Sport Team Joest | Audi R10 TDI | Lucas Luhr     | Mike Rockenfeller | Ausfall     | Unfall       |
| 2008 | Audi Sport Team Joest | Audi R10 TDI | Lucas Luhr     | Mike Rockenfeller | Rang 4      |              |
| 2009 | Audi Sport Team Joest | Audi R15 TDI | Timo Bernhard  | Romain Dumas      | Rang 17     |              |
| 2011 | Team Oreca Matmut     | Oreca 03     | David Hallyday | Dominik Kraihamer | Ausfall     | Unfall       |